# 卡尔内鲁斯
卡尔内鲁斯（葡萄牙語：Carneiros）是巴西阿拉戈斯州的一个市镇。总面积113平方公里，总人口7046人，人口密度62.4人/平方公里。